# يوليوس شاوب
يوليوس شواب (20 أغسطس 1898 - 27 ديسمبر 1967) كبير مساعدي أدولف هتلر حتى انتحار هتلر في 30 أبريل 1945.
ولد شواب عام 1898 في ميونيخ، بافاريا، وعمل كطبيب ميداني خلال الحرب العالمية الأولى، حيث أصيب في كلتا قدميه. خلال الأوقات الصعبة التي تلت الحرب، انضم شواب إلى الحزب النازي. بعد أن فقد وظيفته بسبب عضويته، استأجره هتلر كمساعد شخصي له، وهو المنصب الذي شغله لمدة 25 عامًا.
اعتنى شواب بممتلكات هتلر الشخصية وأوراقه ورحلاته، مما جعله شخصية بارزة في الدائرة الداخلية لهتلر. في عام 1924، تم سجنه مع هتلر لتورطه في محاولة الانقلاب في نوفمبر 1923 في ميونيخ. في الوقت الذي صادق فيه هتلر. في وقت لاحق في يوليو 1944، لم يكن شواب حاضرًا خلال الانقلاب في وكر الذئب حيث انفجرت قنبلة في محاولة لاغتيال هتلر، مما أسفر عن مقتل أربعة أشخاص وإصابة عشرين آخرين. كان شواب في مبنى آخر في المجمع.
أمر شواب بمغادرة قبو الفوهرر في أواخر أبريل 1945 وتدمير جميع ممتلكات وأوراق هتلر الشخصية. تم اعتقاله من قبل الأمريكيين بعد فترة وجيزة من الحرب. توفي شواب في 27 ديسمبر 1967 في ميونيخ.

## بالاشتراك مع هتلر

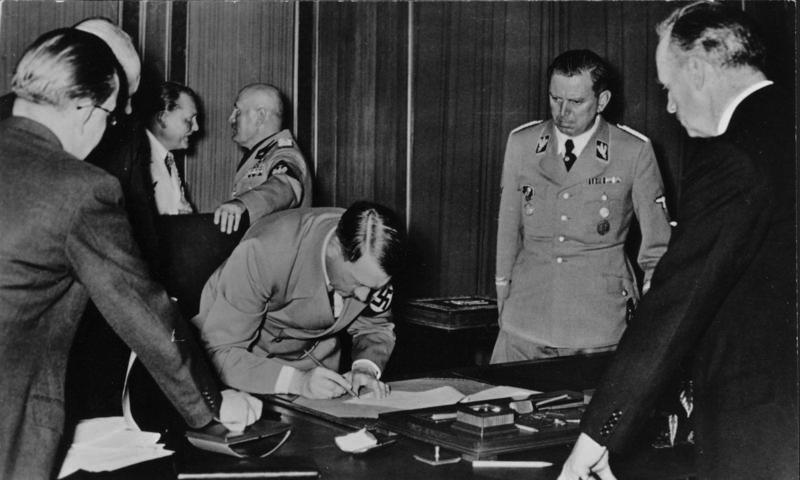
شواب (على يسار هتلر) في توقيع اتفاق ميونيخ، 1938

بعد الهزيمة في الحرب العالمية الأولى، غرقت ألمانيا في الإفلاس والظلم الاجتماعي والفقر والجريمة والبطالة الجماعية.  خلال هذه السنوات الكئيبة، شهدت ألمانيا إنشاء عدد من الجمعيات السياسية وشبه العسكرية المتطرفة، تمثل اليسار المتطرف واليمين المتطرف.  في خضم هذه الأزمة، قرر شوب الانضمام إلى حزب العمال الألماني الاشتراكي الوطني، والذي عُرف فيما بعد باسم الحزب النازي. أصبح عضوا رقم 81.  كان البرنامج السياسي للحزب بشكل أساسي رفضًا لبنود معاهدة فرساي ومعاداة السامية ومعاداة البلشفية، بقيادة أدولف هتلر ورؤيته العالمية. 
بعد التورط مع الحزب النازي، فقد شواب وظيفته في مكتب التموين المركزي في ميونيخ. عند سماعه الأخبار، استأجره هتلر كمساعد شخصي له.  بعد ذلك، قام شواب برعاية أوراقه السرية، وحمل الأموال لاستخدام هتلر وقام بتوفير واجبات السكرتير والأمن. 
في عام 1923، شعر النازيون بالقوة الكافية لمحاولة الاستيلاء على السلطة في ميونيخ. قرروا السير في المدينة، مستوحاة من مسيرة بنيتو موسوليني الناجحة في روما. المعروفة باسم انقلاب بير هول، فشل هتلر وقواته شبه العسكرية كتيبة العاصفة (SA) من السيطرة على ميونيخ.  تم القبض على شواب وغيره من النازيين وسجنهم مع هتلر في سجن لاندسبرغ.  بعد إطلاق سراح هتلر من السجن، كان هناك إصلاح رسمي للحزب النازي في أوائل عام 1925. أصبح شواب أيضًا عضوًا مؤسسًا في شوتزشتافل (SS)، الموثق كعضو رقم 7. 

## روابط خارجية
- يوليوس شواب على موقع IMDb (الإنجليزية)
- يوليوس شواب على موقع مونزينجر (الألمانية)

### اقتباسات
1. ↑  Internet Movie Database (بالإنجليزية), QID:Q37312
2. ↑  Dienstaltersliste der Schutzstaffel der NSDAP, Stand vom 1. Dezember 1936 (بالألمانية), 1. Dezember 1936, OCLC:6792109, QID:Q63098423 {{استشهاد}}: تحقق من التاريخ في: |publication-date= (help)
3. 1 2  Evans 2003.
4. 1 2 3  Hamilton 1984.
5. ↑  Goldhagen 1996.
6. ↑  Kershaw 2008.
7. ↑  Hastings 2009.
8. ↑  Cross 2013.